# Skånefederalisterna
Skånefederalisterna var ett regionalt politiskt parti, bildat i Lund 23 februari 2002.

## Historik
Skånefederalisterna sade sig sträva efter regionalt självstyre för Skåne inom Sverige i enlighet med federalismens principer. Partiet registrerades hos Valmyndigheten för val till landstingsfullmäktige i Skåne län den 6 mars 2002.
Efter en tvist om principer för partiföreträdares publiceringar i offentliga media valde dess förste ordförande, Malte Lewan, att avgå och ersattes av Aron Boström. Partiet beställde inte valsedlar inför valet 2010 och är inte längre aktivt.

## Politik
Skånefederalisterna arbetade utifrån regionalismen och de förespråkade federalism med Tysklands system som en förebild. De förespråkade bland annat legislativ rätt åt Region Skåne och en ökad europeisk integration, där Skåne var att betrakta som en från övriga Sverige kulturellt och historiskt avvikande svensk gränsregion gentemot övriga Europa och med nära band till det forna hemlandet Danmark. Därför var en gränslös integration inom Öresundsregionen, en saklig historieundervisning om regionens historia och en mer självständig skånsk kultur- och utbildningspolitik av stor vikt. Till skillnad från flera tidigare etablerade regionala Skåne-partier sade sig partiet ta avstånd från alla former av främlingsfientlighet och rasism och välkomnade ett mer mångkulturellt samhällssystem. Partiet sade sig inte tillhöra vare sig en socialistisk eller borgerlig tradition.
Skånefederalisterna anförde sju huvudpunkter i sitt partiprogram:
- Det skånska självstyret ska skrivas in i Sveriges grundlagar med lagstiftningsrätt och en regional författning
- Skåne är först och främst en del av Europa
- Öresundsregionen ska vara gränslös som inom en stat
- Mångkultur ska främjas
- Skånsk kultur, språk och historia stärker identiteten
- Media och organisationer bör vara regionala eller lokala
- Personval, medborgarinitierade folkomröstningar och sann lokaldemokrati ska införas

## Partifakta
Partiledare
- 2002-2003 Malte Lewan (gick senare över till Centerpartiet)
- 2003- ?    Aron Boström

Partisekreterare
- 2002- ?    Thomas Aabo

Valresultat
- 2002, Region Skåne       0,03 %, 0 mandat, 169 röster
- 2006, Region Skåne       0,01 %, 0 mandat, 79 röster[11]
- 2010, Region Skåne       0,00 %  0 mandat, 2 röster [12]